# Ibros (kommun)
Ibros är en kommun i Spanien.   Den ligger i provinsen Provincia de Jaén och regionen Andalusien, i den centrala delen av landet, 260 km söder om huvudstaden Madrid. Antalet invånare är 3 059.